# Nou Sardenya
El Nou Sardenya (oficialment Camp municipal de futbol Nou Sardenya) és un estadi de futbol de titularitat municipal situat al districte de Gràcia (Barcelona). Va ser construït l'any 1940 i totalment reconstruït l'any 1995. És el terreny de joc del Club Esportiu Europa.
El camp té unes dimensions de 100 x 63 metres i és de gespa artificial, homologada per la FIFA. Té una capacitat total per 4.000 espectadors i una tribuna coberta per a 1.165 persones. Va rebre el seu nom en estar ubicat a uns terrenys del carrer Sardenya, cantonada Camèlies.

## Història
Després de la Guerra Civil el Club Esportiu Europa havia perdut el seu terreny de joc ubicat entre els carrers Providència i Sardenya en haver estat utilitzat com a desballestament militar. El Club va cercar uns terrenys per construir el seu terreny de joc, trobant un solar no gaire lluny entre els actuals carrers de Sardenya, Camèlies i Pau Alsina, aleshores una zona pràcticament deshabitada. El nou estadi, que va agafar el nom d'un dels carrers que el delimitaven, es va inaugurar l'1 de desembre del 1940. Tres anys després, el recinte va experimentar una primera reforma amb la construcció d'una tribuna coberta amb capacitat per a 1.000 espectadors, costejada en gran part amb el traspàs d'Antoni Ramallets al FC Barcelona. Precisament l'equip blaugrana va ser el convidat per jugar el partit d'inauguració, disputat el 26 de gener del 1944.
El 14 d'agost del 1960, i coincidint amb la Festa Major de Gràcia, es va inaugurar la gespa natural amb un partit contra el FC Barcelona. Al llarg dels anys 60 l'estadi va experimentar altres millores, com l'ampliació de les grades o la instal·lació de la il·luminació artificial, l'any 1963. Això no obstant, el creixement urbanístic al voltant de l'estadi, i sobretot la construcció del Primer cinturó de ronda (actual Ronda del Guinardó) des de l'any 1972, obligaren a enderrocar part de les instal·lacions del camp: grades, vestidors i fins i tot les oficines del Club.
A principis dels anys 90 l'Ajuntament de Barcelona, titular dels terrenys de l'estadi, va impulsar una remodelació total del recinte esportiu. L'antic estadi fou totalment enderrocat el 1992 per aixecar l'actual estadi. Les obres incloïen la construcció d'un aparcament subterrani sota el terreny de joc, un poliesportiu annex al carrer Sardenya, i la construcció d'un nou estadi equipat amb unes instal·lacions totalment modernitzades: sala de premsa, marcador electrònic, gespa artificial, etc. Les obres van durar tres anys, de 1992 a 1995. Durant aquest període el Club escapulat es va veure obligat a pelegrinar pels camps propers del FC Martinenc i la UA Horta.
Amb el nom de Nou Sardenya l'estadi fou inaugurat per l'Ajuntament el 4 de maig de 1995, amb una festa i un encontre de veterans. La inauguració oficial del Club es va produir el 15 d'agost d'aquell mateix any coincidint amb la Festa Major de Gràcia, quan el CE Europa va jugar el seu primer partit oficial: la primera edició del Trofeu Vila de Gràcia davant la UE Lleida, que va endur-se el trofeu (0-1).
El 19 de setembre del 2010 es va canviar l'antiga catifa de gespa artificial per una nova, emprada en l'actualitat.